# A Magyar Bodhiszattva sztúpája
A Magyar Bodhiszattva sztúpája, vagy másik nevén Csoma sztúpa, Magyarország és egyben Közép- és Kelet-Európa legelső sztúpája, amelyet a sárvári születésű Rács Géza (1923. november 23. – 1983. december 26.) buddhista láma, az egykori Körösi Csoma Sándor Intézet egykori előadója építtetett a saját kertjében. A 408cm magas építmény 1982-es átadásán jelen volt Hetényi Ernő is.
Rács Géza baráti viszonyt ápolt a metafizikai tradicionalitás legnagyobb magyar alakjával, László Andrással, aki szintén tagja volt a Buddhista Missziónak. Rács Géza a felszentelést követő évben elhunyt, így hamvait az általa épített sztúpában helyezték örök nyugalomra.

## Rács Géza
Rács Géza Sárváron született 1923. november 23-án, Kiss Mária és id. Rács Géza első gyermekeként. Középiskolai tanulmányait Szombathelyen végezte, majd a Közgazdaságtudományi Egyetemr elkerült Budapestre, ahol tanulmányait 1942-ben fejezte be. 1944-ben összeházasodott Kerner Mártával, és 1955-ben megszületett lányuk, Rács Márta. Rács Géza élete során nagy hangsúlyt fektetett a költészet és a buddhizmus tanulmányozására. Verseit különböző lapokban és magazinokban publikálták, valamint rendszeresen szerepelt a rádióban is.
1953-ban csatlakozott a Magyarországon működő Buddhista Misszióhoz, ahol 1955-ben pappá szentelték. Fontos szerepet játszott az Árya Maitreya Mandala Rend Kelet-Európai Központjában, ahol protokollfőnökként és rendi titkárként dolgozott. Emellett a Kőrösi Csoma Sándor Intézetben is oktatott, és előadásokat tartott a buddhizmusról. 1960-ban elkészítette doktori disszertációját Magyarország és a buddhizmus témában. A munka részletesen tárgyalta a magyarországi buddhizmus történetét, Kőrösi Csoma Sándor életét, és átfogó képet adott a buddhizmussal kapcsolatos magyar nyelvű irodalomról és a Buddhista Misszió tevékenységéről. Rács Géza elnyerte a buddhista hittudomány doktora címet.
1982-ben építtette meg saját kertjében, Kőrösi Csoma Sándor tiszteletére Magyarország első sztúpáját. Rács Géza hamvai 1983. december 26-ai halálát követően a sztúpába kerültek elhelyezésre.

## Bódhiszattva
A buddhizmusban a bódhiszattva  (szanszkrit: बोधिसत्त्व bódhiszattva; páli: बोधिसत्त bódhiszatta) vagy egy megvilágosodott (bódhi) lét (szattva) vagy egy megvilágosodott személy vagy a szanszkrit helyesírás szerint véve (satva) "hős tudatú (szatva) a megvilágosodásért (bódhi)". Találkozhatunk még magyarul a világosságra törő vagy a megvilágosodott lény kifejezésekkel. A théraváda buddhizmusban ez a cím elsősorban Gautama Buddhát takarta még mielőtt megvilágosodott volna. A mahájána buddhizmusban bővebb jelentéssel bír.

## Külső hivatkozások
- A Csoma Egyesület oldalán